# 反核運動

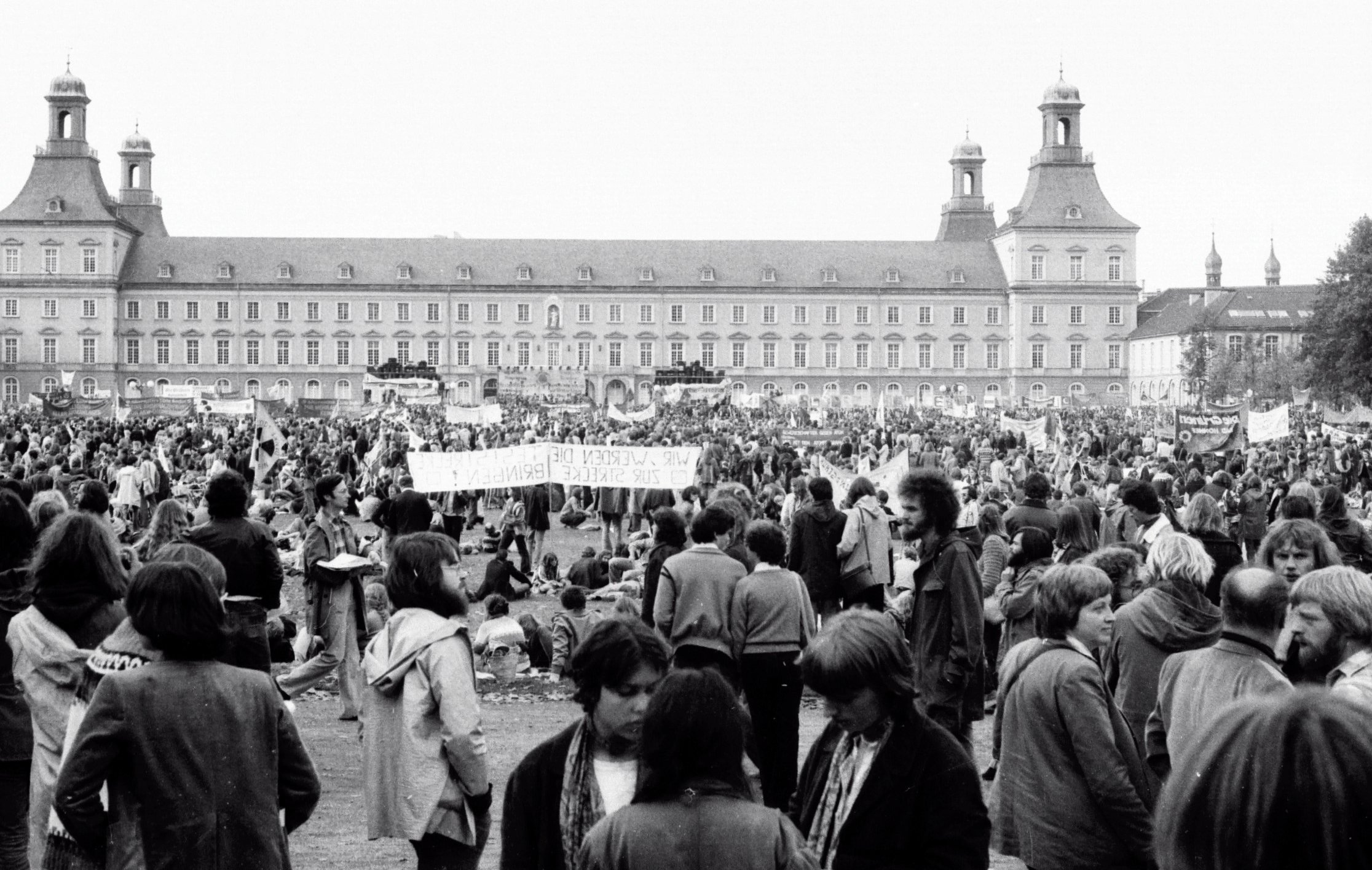
1979年10月14日、スリーマイル島原発事故により、西ドイツ（当時）首都ボンの王宮広場で12万人が集った核兵器反対抗議

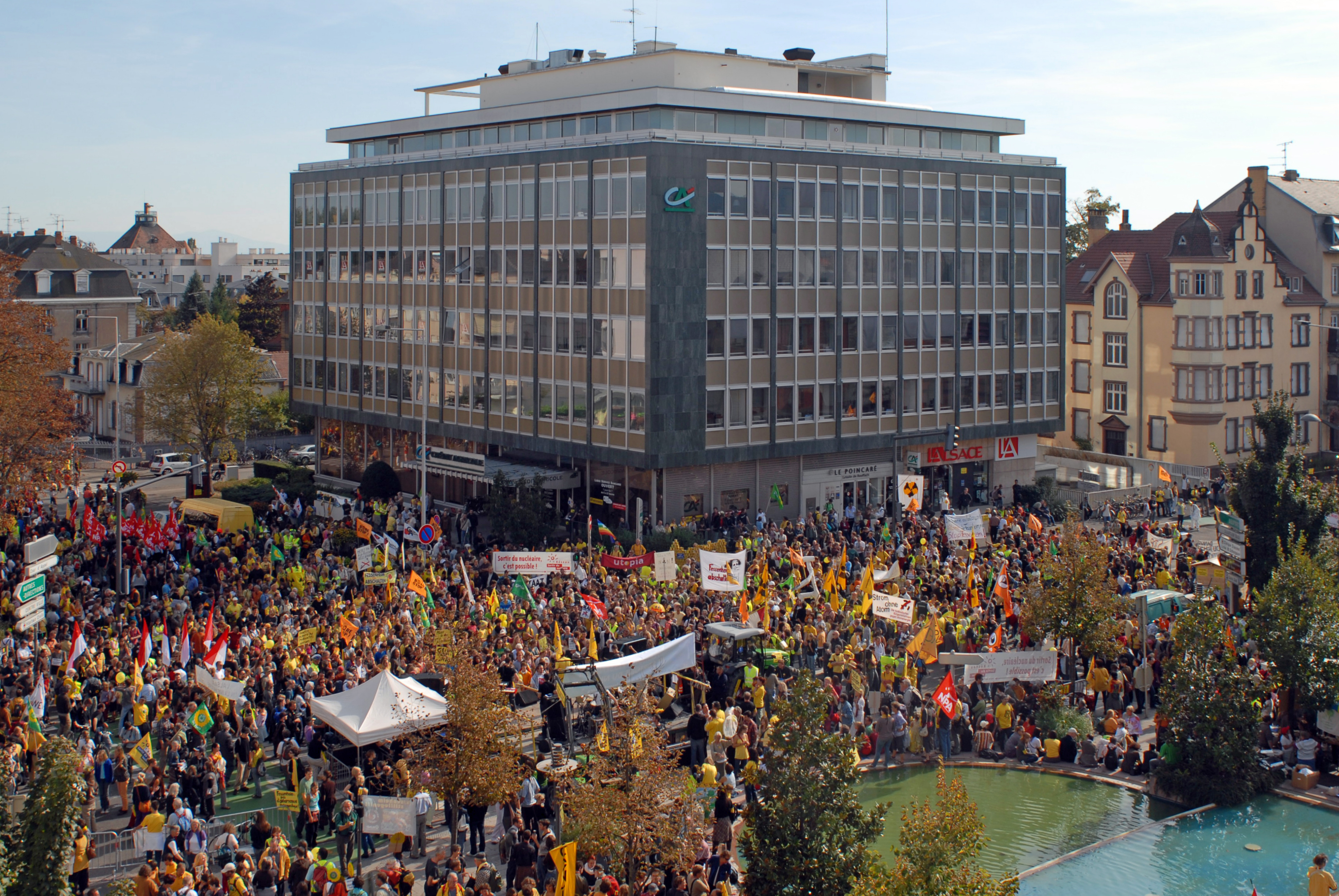
2009年10月3日、フランス北東部コルマールで行われた反核デモ

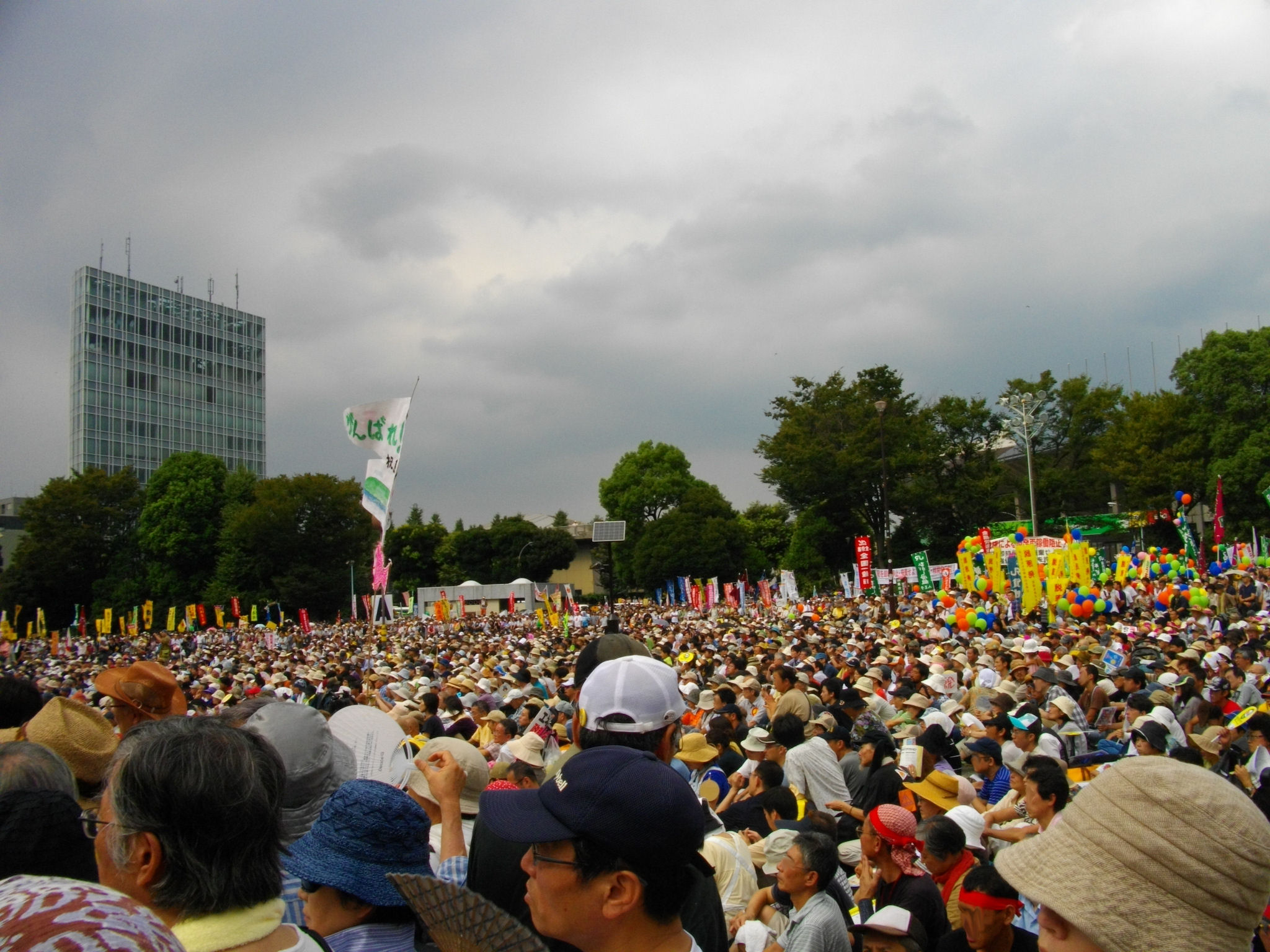
2011年9月19日、福島第一原発事故に抗議し、明治神宮外苑で行われた反原発集会

反核運動（はんかくうんどう、英：anti-nuclear movement）とは、原子力即ち核エネルギーの使用に反対する社会運動である。反原子力運動（はんげんしりょくうんどう）や核廃絶運動（かくはいぜつうんどう）ともいう。

## 概要
狭義では核兵器すなわち原子力兵器への反対運動（反核兵器運動）だけが「反核運動」と呼ばれることもあるが、以下の課題も「反核運動」に含まれる。
- 放射能兵器全般（汚い爆弾、劣化ウラン弾など）への反対
- 原子力発電、列びに原子力発電や核燃料再利用が生む放射性廃棄物への反対（この運動を「反原発」という）
- 原子力発電のみならず核動力の事物全般（原子力商船、原子力空母、原子力ロボット、原子力潜水艦など）、列びに核動力の事物が生む放射性廃棄物への反対
- 核燃料（ウラン、プルトニウムなど）の使用や採掘や再利用への反対
- 放射線の広範囲な使用への反対（食品照射、工業、医療など）

特に反核兵器運動については、平和や人道や環境の立場から「核兵器を最終的には廃絶すべき」というもの、軍縮により軍備負担を軽減し偶発戦争を避けようとするもの（必ずしも廃絶までは求めない）、非核保有国が「核保有国が核兵器を使いにくい国際状況」を作ろうとするもの（相対的に通常戦力での優劣が復活する）、逆に核保有国が「核拡散防止」を強調するもの（現在の核兵器独占を固定化しようとする）、国家間の管理や報復戦争による抑止が必ずしも有効とならないテロリストへの核兵器流出を防止しようとするもの、などが複雑に関係している。

## 世界

### 核の軍事利用への反対運動
核の軍事利用である核兵器の計画時から現在までの、核兵器の開発・保有・使用に関する、管理・制限・反対などの動きは、以下の経過をたどっている。

#### 第二次世界大戦中
1945年6月、マンハッタン計画に参加していた科学者の一部より、フランクレポートが提出された。

#### 冷戦期
1949年、ソビエト連邦が原子力爆弾の保有声明を出すと、1950年に、核兵器禁止を訴えるストックホルム・アピールが出される。
1955年、哲学者・科学者によるラッセル＝アインシュタイン宣言が提示され、1957年からパグウォッシュ会議が開催された。
1959年12月、アメリカ合衆国、ソビエト連邦、イギリス、フランス、日本などの12か国は、南極における軍事基地の建設と軍事演習の禁止、核実験や放射性廃棄物の遺棄の禁止、領有の主張の凍結、科学調査の自由と国際協力を規定する南極条約を締結した。2020年8月時点で加盟国は54か国である。
キューバ危機後、1963年8月 アメリカ合衆国、ソビエト連邦、イギリスは、大気圏内・水中・宇宙空間における核爆発実験を禁止する（地下での実験は禁止しない）部分的核実験禁止条約を締結した。
一方、部分的核実験停止条約に加盟しなかったフランスは、アルジェリア等で核実験を繰り返したが
、1964年、アフリカ統一機構首脳会合でアフリカ非核地帯化を内容とするカイロ宣言が採択された。
1967年2月、中南米の14か国は核兵器の研究・開発・実験・製造・購入・保有・配備・使用を禁止するラテンアメリカ核兵器禁止条約に署名し、1968年4月に中南米の21か国が署名し、条約は発効した。1994年1月にブラジル、アルゼンチン、チリが加盟、2002年にキューバが加盟し、中南米の全33か国が加盟した。
1968年7月 国連総会は核兵器保有国の増加を抑止するために、その時点で核兵器保有国である、アメリカ合衆国、ソビエト連邦、イギリス、フランス、中華人民共和国の5カ国以外の核兵器の保有を禁止し、核兵器保有国に対して「誠実に核軍縮交渉を行う義務」を規定する核拡散防止条約を採択した。しかしアメリカやソ連は条約で科せられた「誠実に核軍縮交渉を行う義務」を遵守するどころか、核開発競争に走り核爆弾の保有数を大幅に増やした。インドは不平等条約であるとして未加入、パキスタン、イスラエルは未加盟、また1993年には加盟していた朝鮮民主主義人民共和国が不平等条約であるとして脱退を宣言。
1972年5月 アメリカ合衆国とソビエト連邦は、核兵器の運搬手段である地上発射弾道ミサイルの保有数を制限する第一次戦略兵器制限交渉を締結した。
1972年5月 アメリカ合衆国とソビエト連邦は、弾道ミサイルを迎撃するミサイル配備する基地を首都ともう一か所の基地に制限する弾道弾迎撃ミサイル制限条約を締結した。
1973年、アメリカ合衆国とソビエト連邦間で、核戦争防止協定が締結された。
1974年7月 アメリカ合衆国とソビエト連邦は、弾道ミサイルを迎撃するミサイル配備する基地を一か所の基地に制限する弾道弾迎撃ミサイル制限条約の議定書を締結した。
1979年6月 アメリカ合衆国政府とソビエト連邦政府は、核兵器の運搬手段である（ICBM、SLBM、戦略爆撃機）と複数弾頭化（MIRV）を制限する第二次戦略兵器制限交渉に署名したが、アメリカ合衆国上院はソ連のアフガニスタン侵攻を批判して批准せず無効化した。
1985年6月、南太平洋の13か国は核兵器の研究・開発・実験・製造・購入・保有・配備・使用を禁止する南太平洋非核地帯条約を締結した。
1987年12月 アメリカ合衆国とソビエト連邦は、射程距離が5500キロメートル以下の弾道ミサイル・巡航ミサイルとそのミサイルに搭載する核爆弾を1991年までに全廃する中距離核戦力全廃条約を締結。条約に基づいて廃棄が遂行され、1991年に米ソ両国政府は相互査察により条約が定めた廃棄を確認した。

#### 冷戦後
1991年7月 アメリカ合衆国とソビエト連邦は戦略核爆弾を6000発以下に削減し、核爆弾の運搬手段である地上発射弾道ミサイルと潜水艦発射弾道ミサイルと戦略爆撃機の合計を2001年までに1600基機以下に削減する第一次戦略兵器削減条約を締結した。条約に基づいて廃棄が遂行され、2001年に米ロ両国政府は相互査察により条約が定めた廃棄を確認した。
1993年1月 アメリカ合衆国政府とソビエト連邦政府は、戦略核爆弾を3500発以下に削減し、核爆弾の複数弾頭化（MIRV）を禁止する第二次戦略兵器削減条約に署名し、アメリカ合衆国上院は1996年1月に批准したがロシア議会は批准せず、米ロ両国政府は1997年9月に条約の履行を2007年に延期するとともにミサイル防衛システムの配備を規制する第二次戦略兵器削減条約の議定書に署名し、ロシア議会は2000年4月に条約と議定書を批准したが、アメリカ合衆国上院は議定書を批准せず条約は発効していない。
1994年12月、国連総会が「いかなる事情のもとにおいても、核兵器の使用または威嚇は、国際法上許されるか。」について、国際司法裁判所（ICJ）に勧告的意見を要請することを決議。1996年7月、ICJは「核兵器の使用または威嚇は、武力紛争に適用される国際法の諸規則、特に国際人道法の原則及び規則に一般的には違反するだろう。」としながらも、「国家の存亡そのもののかかった自衛の極端な事情の下では、合法であるか違法であるかを裁判所は結論できない。」とした上で、「すべての国が核軍縮交渉を誠実に行い、それを達成する義務がある。」と宣言した（核兵器の威嚇または使用の合法性国際司法裁判所勧告的意見参照）。
1995年12月、東南アジアの10か国は核兵器の研究・開発・実験・製造・購入・保有・配備・使用を禁止する東南アジア非核地帯条約を締結した。
1996年4月、アフリカの42か国は核兵器の研究・開発・実験・製造・購入・保有・配備・使用を禁止するアフリカ非核兵器地帯条約（ペリンダバ条約）を締結した。
1996年9月 国連総会ではあらゆる場所におけるあらゆる形態の核爆発実験を禁止する包括的核実験禁止条約を採択した。条約の発効には原子炉を保有する全ての国の加盟が必要だが、アメリカ合衆国（政府は署名しているが上院は批准していない）、イスラエル、イラン、インド、インドネシア、エジプト、コロンビア、中国、朝鮮民主主義人民共和国は未加盟であり、条約は発効していない。
2002年5月 アメリカ合衆国とロシアは、米ロ両国の配備済みの戦略核爆弾とその運搬手段（ICBM・SLBM・爆撃機）を2012年までに1700から2200発に削減する（ただし廃棄は義務付けず保管は容認）モスクワ条約を締結した。
2002年6月 アメリカ合衆国はミサイル防衛システムを配備するために弾道弾迎撃ミサイル制限条約を破棄した。ロシア政府はアメリカ合衆国政府が弾道弾迎撃ミサイル制限条約を破棄したことを理由に、第二次戦略兵器削減条約の発効と履行をする異議は失われたと表明した。
2006年9月、中央アジア5か国は核兵器の研究・開発・実験・製造・購入・保有・配備・使用を禁止するセメイ条約を締結した。
米露英仏中も冷戦時代の最盛期と比較すると核兵器保有数を削減し、五か国合計で約2万7000発に削減 しているが、2010年現在でも全廃は実現していない。核兵器廃絶をめざす各国政府と運動団体は、米ロ両国以外の核兵器保有国であるイギリス、フランス、中国、インド、パキスタンに対しても、核兵器の保有・開発を疑われている国に対し核兵器廃絶の議論に応じさせるためには、米ロ両国の配備済み核兵器を他の保有国と同程度まで削減するのが最低条件であると認識している。米ロ両国の核保有数が突出している状態で、米国が他国に対して核兵器廃絶を主張しても説得力が非常に希薄である。
2008年12月、国連総会において、日本を含む核兵器廃絶を推進する59か国の政府は、1994年度から15年連続で核兵器廃絶決議を提案し、賛成は史上最多の173か国、反対は4か国（アメリカ合衆国、インド、朝鮮民主主義人民共和国、イスラエル）、棄権は6か国（中華人民共和国、パキスタン、イラン、ミャンマー、キューバ、ブータン）で、1994年度から15年連続で採択された。
2009年4月 アメリカ合衆国のバラク・オバマ大統領は、アメリカ合衆国大統領としては初めて核廃絶に向けた「核兵器のない世界（核なき世界）」の演説を行い、ロシアと新たな戦略兵器削減条約、包括的核実験禁止条約の批准、核拡散防止条約の強化、核管理に関する首脳会議などを提唱した。更に2009年7月の米ロ首脳会談では、戦略核弾頭の上限を現状の2500前後から1500～1675へ、核弾頭の運搬手段を現状の1600から500～1100へ削減する事を合意した。この「核兵器のない世界」は2009年9月24日に国連安保理の首脳会合でも全会一致で採決された。同年10月9日には、これらの功績を含め、2009年のノーベル平和賞はオバマ大統領が受賞した。しかし米国自身は核兵器を一定数保有し続けると明言している。
2009年11月、ベルギーのフィリップ・マウー議員は核兵器保有の禁止など、世界的な核廃絶を求めることを発表した。
2010年4月、アメリカ合衆国政府とロシア政府は、戦略核爆弾の配備数を1550以下、核爆弾の運搬手段である地上発射の大陸間弾道ミサイル(ICBM))と潜水艦発射の弾道ミサイル(SLBM)と戦略爆撃機を合計した配備数を700以下に削減する第四次戦略兵器削減条約に署名した。2010年4月、アメリカ合衆国政府はロシア政府との新核軍縮縮条約の署名に先立ち、核兵器戦略の見直しにより、核拡散防止条約(NPT)加盟国で核兵器を開発していない国に対しては、核兵器による攻撃はしないというドクトリンを表明した（ただし、核兵器を開発している国に対してはこのドクトリンの適用対象外、つまり核兵器の使用も含めたあらゆる選択肢を否定しない）。
2010年5月3日、アメリカ合衆国政府は、核拡散防止条約（NPT）再検討会議において、他の核兵器保有国に対して核兵器削減と核兵器に関する情報公開・透明性拡大を働きかける目的で、アメリカ合衆国の核兵器の保有数と解体数に関する情報を公開した。2009年9月30日時点で、アメリカ合衆国の戦闘に使用可能な配備中、および、配備が可能な備蓄中の核兵器の合計保有数は5113発であり、解体待ちの核兵器は数千発（詳細な数値は非公開）である。2009年9月30日時点の核兵器の保有数は、核兵器の保有数が最多だった1967年の31255発と比較して84％削減し、1989年の22217発と比較して77％削減した。1994年から2009年の期間に核兵器を8748発を解体し、1991年から2009年の期間に戦術核兵器を90％解体した（戦術核兵器の保有数は非公開）。2010年8月の時点で、アメリカ合衆国の戦闘に使用可能な配備中、および、配備が可能な備蓄中の核兵器の合計保有数は5000発である。
2012年12月、国連総会において、1994年度から19年連続で核兵器廃絶決議を提案され、ジュネーブ軍縮会議の実質的交渉開始、核拡散防止条約に基づく核兵器保有国の拡散の抑止、核兵器保有国に対する検証可能な方法による核兵器削減、包括的核実験禁止条約への加盟、兵器用核分裂性物質生産禁止条約（カットオフ条約）を制定するための会議を開催し条約採択を目ざすことを提案し、184か国の賛成で採択された。
結果として核兵器保有国の中で核兵器の完全な廃棄を表明した国は一つもなく、事実上は核兵器保有数の縮小であり核保有国のコスト削減政策の一環に過ぎないという見方もある。しかし米国が一部の国には核攻撃をしないことを言明したのは大きな前進とされている。

### 核の商業利用への反対運動

#### 反原発運動
世界各地で展開されている核の商業利用への反対運動としては、原子力発電や核燃料再処理に対する反対運動（反原発運動）が最も多い。
反原発運動が世界規模になった出来事は、1986年4月26日のチェルノブイリ原子力発電所事故である。これは、チェルノブイリ原発事故による死傷や放射能汚染が、ヨーロッパにも影響を及ぼした事が大きな要因である。
2011年3月11日の東日本大震災に誘発され、3月12日に水素爆発に至った福島第一原子力発電所事故は、「地震に誘発された原発の爆発」として全世界に衝撃を与え、再び世界中で反原発デモを呼び起こした。世界の反原発デモでは、「フクシマ」が登場した。

## 日本

### 歴史

#### 焼津第五福竜丸被爆事故

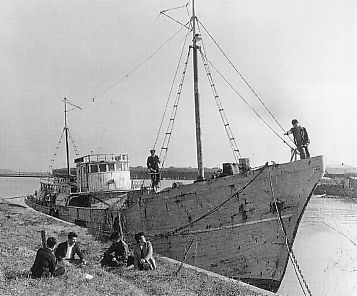
第五福竜丸（1954年）

日本の組織的反核運動は、焼津の漁船第五福竜丸の被爆（1954年3月1日）によって、東京都杉並区の主婦たちから運動から始まった。焼津の漁船が水爆実験によって被爆したことによって、放射能による死（久保山愛吉）や、放射能に汚染された魚介類に伴う風評被害などが発生したことが動機である。
1955年8月6日に広島で行われた第1回原水爆禁止世界大会（鳩山一郎首相祝辞）の準備委員会における被爆者を中心とする国民運動が元となって、同年9月1日に広島市長らを中心に原水爆禁止日本協議会（原水協）が発足した。原水協の基本方針は「あらゆる国のあらゆる核に反対する、ただ一点での結集」であった。

#### 高度経済成長期
冷戦の最盛期であった高度経済成長期に、日本では核兵器廃絶運動が高まった。しかし、これらの運動には、冷戦のイデオロギー対立が色濃く反映されていた。
1954年の第五福竜丸の被爆を機に結成された原水爆禁止日本協議会（原水協）であったが、1960年代に、ソ連の平和運動グループが日本側に「部分核停条約」の支持するよう要求、この問題をめぐって分裂していく。1961年、ソビエト連邦の核実験を機に民社党系の核兵器禁止・平和建設国民会議（核禁会議、松下正寿議長）が分裂。1963年8月、広島の平和記念公園での世界大会で中ソの核実験を認めるかをめぐって激しい対立・騒動が起こり、警官隊が突入、多数の逮捕者が出る事態となった。1965年には全ての核に同等に反対する日本社会党系の原水爆禁止日本国民会議（原水禁）が、原水協から分裂して発足した。その後は原水爆禁止世界大会は毎年分裂して行われるようになった。原水協の世界大会は継続しているが、原水禁の大会はその後社会党が中国寄りになったり解散したりして規模が縮小されている。この分裂を期に日本原水爆被害者団体協議会（被団協）も分裂し、これを嫌った被爆者の8割が被団協を退会した。なお自由民主党系の同種団体は存在しない。
「核の軍事利用」である核兵器（原子爆弾、水素爆弾など）への反対運動が盛り上がる一方で、「核の商業利用」である原子力発電や原子力商船計画が、高度経済成長期に推進された。2011年3月12日に爆発した福島第一原子力発電所は、高度経済成長期の1967年9月29日に着工した施設である。又、原水爆と原発以外を対象にした反核運動としては、1968年1月の、アメリカの原子力空母エンタープライズの入港への反対運動が代表的である。

#### むつ原子力商船事故とスリーマイル原発事故
1970年代になると、「核の商業利用」による災害が、日本国内でも日本国外でも起こるようになった。1970年代の代表的な原子力災害として、1974年9月1日の原子力商船むつの放射能漏れ事故、1979年3月28日の米国でのスリーマイル島原子力発電所事故が挙げられる。
原子力商船むつの放射能漏れ事故が起こると、地元むつ市では、原子力商船むつの入港への反対運動が起こった。この後、日本では、原子力商船は衰微した。
1979年のスリーマイル原発事故に伴う反核運動では、広瀬隆が『東京に原発を！』という著書を著して、原子力発電への反対運動を展開した。また、1982年には、国際連合総会で、日本の被爆者が出席して、核兵器の廃絶を主張した。

#### 原発事故と反原発運動

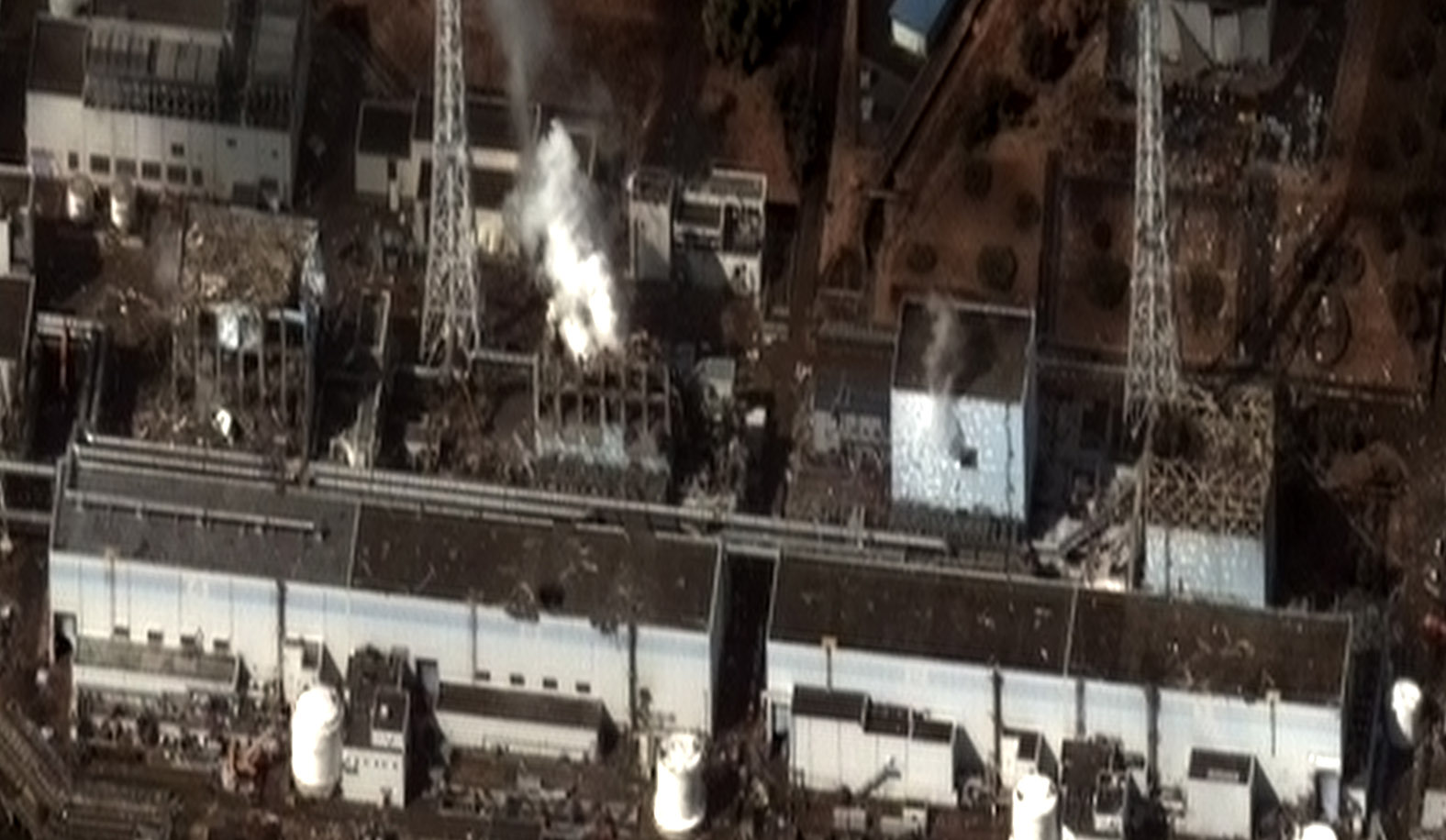
福島第一原子力発電所事故（2011年3月16日撮影）

1986年4月26日にソビエト連邦でチェルノブイリ原子力発電所事故が発生し、これ以後は日本でも原子力発電所や核燃料再処理工場など核施設での災害が目立つようになった。この時期は、1995年12月8日のもんじゅナトリウム漏れ事故に伴う「もんじゅ訴訟」、東海村で2度発生した被曝事故（1997年3月11日の動燃爆発事故、1999年9月30日のJCO臨界事故）を動機に、核施設への反対運動としての反核運動が起こった。その中でも、日本で最も多い核施設である原子力発電所への反対運動（反原発運動）が代表的である。
2011年3月11日の東日本大震災によって日本の東海岸の原子力発電所が被災し、福島第一原子力発電所事故が発生すると、「反原発運動」という形で反核運動が起こるようになった。福島第一原発の爆発事故は、「被爆地」として反核兵器運動を推進して来た広島市民と長崎市民にも衝撃を与え、「ヒロシマ、ナガサキ、フクシマ」というキャッチフレーズを生んだ。
福島第一原発事故後しばらくは日本でも反原発デモが盛り上がりを見せたが、やがて活動は低下。参加者はその後、反レイシズム運動や反秘密保護法運動に移動するケースが少なからず見られている。

### 政府の核軍縮決議案
政府は1994年以降、国連軍縮委員会に毎年、核軍縮決議案を提出してきたが、2001年11月5日の国連軍縮会議では、政府が提案していた核廃絶決議案「核兵器の全面的廃絶への道程」が賛成多数で採択。決議案が国連総会の本会議に上程され、無修正で採択された。
核兵器国は、英・仏が賛成、中・露が棄権、米は反対。反対国は、米・印の2ヶ国。棄権国は、中・露のほか、ブラジル、南ア、スウェーデン、アイルランド、メキシコ、エジプト、ニュージーランド、北朝鮮、キューバ、イスラエル、イラン、ミャンマー、パキスタンなど。 共同提案国は、日本、豪、レバノン、フィジー、パプアニューギニアの5ヶ国であった。

### 核廃絶啓蒙活動
広島国際文化財団は、反核運動を世界に広める被爆六十年プロジェクト「広島世界平和ミッション」として核保有国や紛争地へ中国新聞記者とともに原水禁系広島被団協の被爆者や若者らを派遣。原爆被害の実態や、悲惨な体験の中から広島市民、県民が歴史の教訓として学び、はぐくんできた「平和と和解の精神」を直接人びとに伝える運動を行い、南アフリカ、イラン、中国、フランス、イギリス、ウクライナ、ロシア、インド、パキスタン、米国を訪れたが、中国においては核廃棄運動への協力の呼びかけに「日本は反省していない。原爆資料館にも日本軍の加害の記録が展示されていない。協力できない。無理だ」と面会した南京大虐殺記念館館長に拒絶されたことが中国新聞に掲載された。
北朝鮮の核開発疑惑が高まっていた1999年に広島原水禁と広島被団協は平壌にて原爆展を開催し、被爆被害の現実を訴え核兵器反対を北朝鮮政府（朝鮮労働党）高官に直接要求した。平壌市民の原爆展を見ての感想は「作りものではないか」であり北朝鮮政府高官の返答は「核兵器は持たない」というものであった。
2006年11月1日、2日に広島から核廃棄と平和のメッセージを発信する「広島国際平和会議2006」が開催されダライ・ラマが核廃絶と世界平和を訴えた。

### 運動の中立性をめぐって
岩間正男参議院議員（当時、日本共産党所属）は1964年10月30日の参議院予算委員会において中国の核実験について「（略）このたびの核実験によって少なくとも次のような大きな変化が起こっております。（略）世界の四分の一の人口を持つ社会主義中国が核保有国になったことは、世界平和のために大きな力となっている。元来、社会主義国の核保有は帝国主義国のそれとは根本的にその性格を異にし、常に戦争に対する平和の力として大きく作用しているのであります。（略）」と発言をしている（出典：国会議事録）。この発言は中立でないとの意見がある。事実、この発言に見られるように、ソ連が核兵器を保有して以降、社会主義国の核兵器を容認している共産党系の執行部に対し、全ての核兵器の廃棄を求める広島市長らを中心とするグループの不信感がつのり、1962年の原水爆禁止世界大会ではついに「全ての核に反対」の文言が基調報告に入れられず以後2年の対立の果てに「核戦争の根源である米帝国主義を日本やアジアから追い出せ」とする共産党系と、「あらゆる国の核実験に反対する幅広い運動を起こせ」とする広島市長、社会党（当時）系に運動は分裂し現在に至っている。
2004年8月6日の広島平和宣言で秋葉市長は「米国の自己中心主義はその極に達しています。国連に代表される法の支配を無視し、核兵器を小型化し日常的に「使う」ための研究を再開しています。」と米国のみを批判している。 この発言も中立でないとの批判意見が産経新聞の社説「主張」に掲載された。だが実際にCTBT発効以降で核保有国でこのような計画の実施を公言しているのは米国のみであり当然との声も中国新聞に掲載された。2005年の広島平和宣言では北朝鮮の核に対して言及したが、日本の国益を考えて北朝鮮の核に対してのみ厳しくせよとの批判をやはり産経の社説で受けた。
北朝鮮が核兵器の製造・所有を宣言後の2006年、そして北朝鮮が核実験を行って以降の2007年、2008年と秋葉広島市長は平和宣言で北朝鮮に言及せずに、2007年の平和宣言では「米国の時代遅れで誤った政策にははっきり「ノー」と言うべき」、2008年の平和宣言では「人類の生存を最優先する（反核である）多数派の声に耳を傾ける米国新大統領が誕生することを期待」と当時のブッシュ政権批判や米国の核問題批判のみ名指しでおこなう姿勢であったため、2009年8月5日の産経「主張」や、また読売新聞社説で秋葉の姿勢は批判された。2009年の8月6日の平和宣言では秋葉は北朝鮮の核に言及した。
2006年8月9日の長崎平和宣言で伊藤一長市長は、逆に全ての核保有国及び保有の疑いのある国の名をあげて核廃棄を求めた。ここでは、核保有7カ国や北朝鮮だけでなく、イスラエル、イランにも言及している。

### 声明における表現
「抗議」「要求」「要請」「メッセージ」 などの表現例があるようである。米国には「抗議」、北朝鮮や中国には「反対」、インドやパキスタンには「メッセージ」など、一部の団体は対象国によって表現を使い分けているとの意見もある。
広島市の場合、核実験（臨界前核実験含む）には「抗議」、核兵器廃棄は「要求」や「要請」といった具合に使い分けているのだがCTBT発効以降、米国、英国とロシアくらいしか核実験を行っておらず、しかも実際に実験が行われたことが速報で公開されているのが米国のみの現状の為に米国に特に「抗議」が多い。フランス、中国はCTBT発効後、公的には臨界前も含め核実験を行っていないので「抗議」されることがほとんどない。また、ロシアが臨界前核実験を行ったと報道された後、ロシアに対して抗議したことがあるが、これは誤報であった為にロシアに逆に抗議され謝罪したことがある。但し、北朝鮮に対しては核保有宣言以降は全て「抗議」であるように、広島市は核実験以外にも「抗議」を行うこともあり、表現は一貫していない。

### 反核団体
政党系反核団体
- 主要な団体として日本共産党系の原水爆禁止日本協議会（原水協）と旧日本社会党（（旧）立憲民主党および社会民主党）系の原水爆禁止日本国民会議（原水禁）。被爆者の反核団体日本原水爆被害者団体協議会（被団協、日本被団協）があり、これもそれぞれ原水協系、原水禁系に分裂している。
- 旧民社党系で現在は国民民主党系の核兵器禁止平和建設国民会議（核禁会議）も存在する。原発については賛成であるのが社共系との相違点である。
- アメリカの「核の傘」を是認する立場から、自由民主党系の団体は存在しない。

非政党系反核団体
- 政党の支援を受けない反核団体としては、たんぽぽ舎などが代表的である。
- 地方で活動する反核団体としては、東海村を地盤とする「反原子力茨城共同行動」などがある。

### 活動内容
日本の反核団体には、核兵器の廃絶運動や核兵器による被爆者への援護の以外に、核施設事故による被曝者への援護（チェルノブイリ原子力発電所事故、東海村JCO臨界事故、福島第一原子力発電所事故などによる被曝者）や反戦運動などの活動も行っている団体もある。日本の多くの反核団体は、核保有国の言語で発信していない場合が多い。発信していても英語という場合が多い。そのため英語圏以外の核保有国には主張が届いていない可能性がある。
又、日本の反核団体は、世界中で通用する核問題の「共通認識用語」をカタカナで書くことが多い（例：ナガサキ、チェルノブイリ、フクシマ）。
- 原子力発電などの「核の商業利用」については団体ごとに対応が違う。

原水禁は、原子力発電所にも事故時の危険性や軍事転用を理由に反対している。
原水協は核エネルギーの利用に一定の可能性を認めつつも、現段階では全原発の停止と総点検を主張している。新設には反対。
核禁会議は原発・原子力エネルギー開発を核の平和利用として推進すべきと主張している。
- それぞれの政治的立場から核兵器廃絶運動とは無関係な政党色に影響された運動も行っている団体もある。

原水協は、日米安保条約反対運動を積極的に行なっている。また、靖国神社公式参拝に抗議声明を出すなど、戦争責任問題にも取り組んでいる。
アメリカのイラク戦争や、核兵器とは無関係な日本の有事3法案についても抗議声明を出した反核団体がある。
核禁会議は北朝鮮拉致問題や北方領土問題、憲法改定問題などにも取り組んでいる。
原水協は「有事法制」「米艦船入港」「イラク戦争」等に抗議を行っている。
- 核物質を使用する兵器である劣化ウラン弾にも抗議する団体もある。
- 非人道的な兵器として、対人地雷などに対する抗議をしている団体もある。
- 化学兵器・生物兵器についても「ABC兵器」「NBC兵器」と一括して批判していることもある。

## 現状
1955年以来、反核兵器運動が進められてきた。しかし、核兵器廃絶どころか拡散に向かっており、廃絶にはほど遠いのが現状である。
但し、核保有国が核兵器を放棄した例が無いわけではなく、南アフリカ共和国は1990年に密かに保有していた核兵器を完全に放棄したほか、リビアなど核兵器の開発計画を放棄した国もある。ベルギーのように非核三原則を法制化しようとする動きもある。
朝日新聞社が、2022年2月19、20日に実施した全国世論調査で、原発再稼働への賛否を尋ねたところ、賛成38％、反対47％だった。同じ質問をしてきた2013年6月の調査以降、初めて反対が半数を割り込んだ。

### 北朝鮮の核開発、核実験に対する各団体の対応
2002年10月に北朝鮮が核兵器の開発について言及したとの報道があった。これに対して、原水禁は核開発に断固「抗議」する声明を同月発表した。一方、原水協は核開発放棄を「要求」するとした声明を翌年の1月付けで発表した。ちなみに北朝鮮は1993年に核拡散防止条約批准破棄を声明している。
2006年10月に北朝鮮が核実験の予告の声明を発表した。これに対して、原水禁は断固「抗議」する声明 を発表した。一方、原水協は核実験を行わないことを「要求」するとした談話 を発表した。2006年10月9日に北朝鮮が核実験を行うとそれぞれの団体が一斉に抗議した。広島県原水禁、県被団協等12団体でつくる「核兵器廃絶広島平和会議」は平和記念公園原爆慰霊碑前に170人が座り込み抗議した。広島県原水協など8団体も同じく110人が座り込み「核拡散防止条約を無視した暴挙」と激しく抗議した。
憲法を守る東広島地区協議会と東広島平和を願う会21人は東広島市役所前で抗議の座り込みをした。
三良坂平和を願う会25人は三良坂平和公園で抗議の座り込みをした。
原水爆禁止長崎県民会議など五団体は北朝鮮に核開発計画の放棄を求める要請文を北朝鮮に送るとともに長崎平和公園で70人が座り込みをして核実験に抗議し中崎幸夫会長が「北朝鮮が核兵器を持つことは容認できない。アジアの人々を巻き込みかねない暴挙」として北朝鮮に強く抗議する声明を発表。
日本被団協は朝鮮総連に対して抗議メールを送付。「人類絶滅兵器を持つ意思の表明に他ならない」として強く非難し核開発・実験の断念を強く求める。
原水禁とフォーラム平和・人権・環境は「東北アジアの非核と安全保障を揺るがすもので、断じて許すことは出来ない」とする抗議文を金正日宛に送付。
世界平和アピール7人委員会が北朝鮮の核実験に抗議と再実験の反対アピール発表。
広島県知事、広島市長、広島県内市長も抗議声明を発表し抗議文を北朝鮮に送った。
藤田雄山広島県知事は「再び世界の核兵器開発競争を誘発することにつながりかねず極めて遺憾」と抗議。
秋葉忠利広島市長は「実験の強行は容認できない。全ての核兵器と核計画を即刻放棄すべきである」として抗議。
藤田博之広島市議会議長は「世界の緊張状態を増幅させ、新たな核拡散を誘発する」として抗議。
小村和年呉市長は「国際社会の平和と安全に対して脅威となる」として抗議。
羽田皓福山市長は「断じて許すことの出来ない行為であり強く憤りを覚える」として実験強硬を「暴挙」と断じて抗議。
蔵本久福山市議会議長も「断固抗議する」として抗議文を郵送。
山下三郎廿日市市長（被爆者）は「被爆者をはじめ核廃絶、恒久平和を願う人たちの思いを踏みにじる行為」として抗議。
曽根薫江田島市長（被爆者）は「市民を代表し、被爆者の一人として強く抗議する」。
滝口李彦庄原市長は「北朝鮮の主張は全く理解できない」と強く抗議。
蔵田義雄東広島市長と下村昭治市議会議長は連名で「北東アジアの平和と安全に対する脅威」と非難。
入山欣郎大竹市長は「他国の核兵器開発を助長する」と憂慮。
伊藤吉和府中市長は「核開発の即刻中止」を要望。
五藤康之三原市長は「核兵器のない世界を求める国際社会の願いを誠実に受け止めて欲しい」と要望。
亀田良一尾道市長は「一切の核実験を中止すべきだ」と強く求めるとして抗議。
小坂政司竹原市長は「核廃絶に取り組むよう強く要請する」として抗議。
長崎市は「核兵器の真の恐怖を経験した被爆地は大きな憤りを覚える。貴国の愚行によって引き起こされる危機的状況を深く憂慮する」とした抗議文を送付。
在日本大韓民国民団広島県地方本部は「核実験は南北統一の願いを踏みにじる行為」と北朝鮮の核実験に抗議声明を発表した。丁基和事務局長らは組織として平和公園での抗議の座り込みに参加。
李実根在日本朝鮮人被爆者協議会会長は「被爆者の願いに反する行動は許せない」とする一方で「北東アジアに覇権を確立するという米国の狙いを見据える冷静さも必要」と指摘する声明を発表した。

## シンボル
反核運動に関連するシンボルには以下がある。

1958年にデザインされた核軍縮キャンペーンのシンボル。後に世界で各種のピースマークとして広く使用されるようになった[28]。
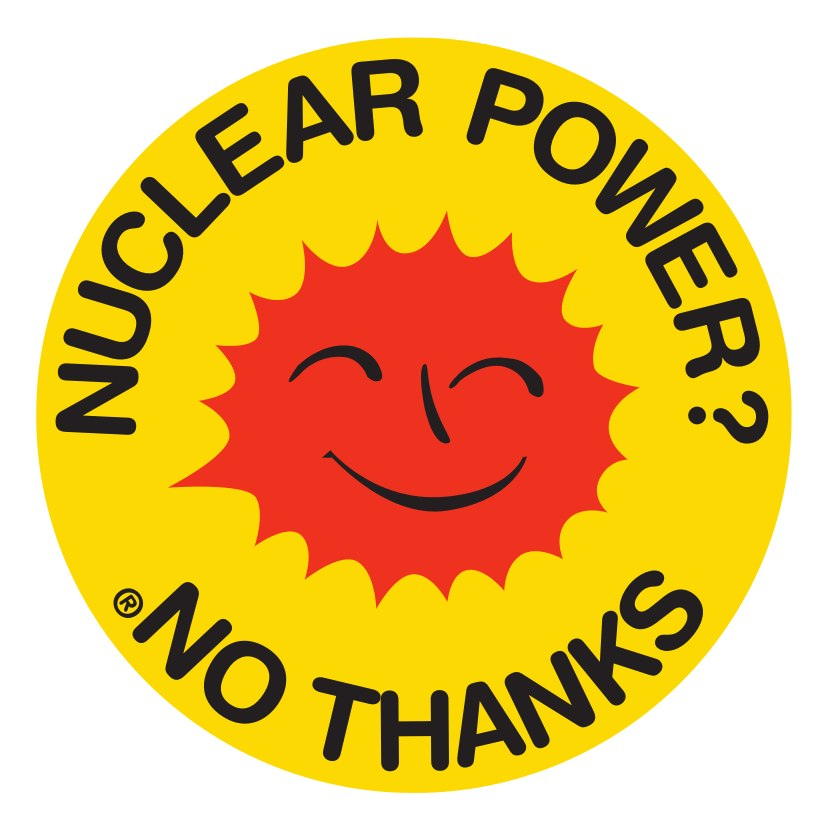
スマイリングサン(en:Smiling Sun)。デンマークの反核運動から生まれた反核運動のアイコン[29]。外側の文言は、使用される国の母語で“原子力？　要りません（日本では「おことわり」）！”と書かれる。